# رابوتنشتاين
رابوتنشتاين (بالألمانية: Rappottenstein) هي بلدية في منطقة زويتل في ولاية النمسا السفلى.